# Himno a Chiapas
El Himno a Chiapas es el himno oficial del Estado de Chiapas, en México. Fue adaptado oficialmente el 8 de diciembre de 1913. La letra del himno estatal fue compuesta por José Emilio Grajales y musicalizado por Miguel Lara Vasallo 
A propuesta del General Bernardo A. Z. Palafox, Gobernador interino del estado de Chiapas y presidente de la Junta Organizadora de la Feria de Guadalupe en Tuxtla Gutiérrez, se incluyó en el programa de las celebraciones a la Virgen de Guadalupe el "Día de la Unión de Chiapas" el cual incluyó un programa especial cívico y literario para cada Departamento en los que se dividía políticamente el Estado, a fin de unificarlos después de los terribles acontecimientos entre las ciudades de San Cristóbal de las Casas y Tuxtla Gutiérrez por la disputa de la sede de los Poderes del Estado en 1911. En el mismo programa se incluyó la convocatoria a un concurso para la creación del Himno a Chiapas, con el fin de hacer un llamamiento a la paz y la unidad entre el pueblo de Chiapas.
A mediados de octubre de 1913, se publicó la convocatoria para el concurso de las "palabras y música" del Himno a Chiapas, el 20 de noviembre se terminaron de recibir las propuestas y el 25 del mismo mes, se escogió como ganador por unanimidad el "Himno a Chiapas".

## Letra
| LetraJosé Emilio Grajales MúsicaMiguel Lara Vasallo Coro ¡Compatriotas, que Chiapas levante una oliva de paz inmortal, y marchando con paso gigante a la gloria camine triunfal! |
| Estrofa I Cesen ya de la angustia y las penas los momentos de triste sufrir; que retornen las horas serenas que prometen feliz porvenir. Que se olvide la odiosa venganza; que termine por siempre el rencor; que una sea nuestra hermosa esperanza y uno solo también nuestro amor. |
| Coro |
| Estrofa II Contemplad esos campos desiertos que antes fueron florido vergel. Están tristes, y mudos, y yertos, arrasados por lucha cruel. No la sangre fecunda la tierra, ni al hermano es glorioso matar. Si es horrible entre extraños la guerra, a la patria es infame acabar.    |
| Coro |
| Estrofa III Chiapanecos, la paz os reclama, y el trabajo también y la unión. Que el amor como fúlgida llama os inflame el viril corazón. Nuestro arrojo guardad, quizá un día una hueste extranjera vendrá. ¿Quién entonces con gran bizarría de la patria el honor salvará ?        |
| Coro |
| Estrofa IV Chiapanecos, unid vuestras manos y un anhelo tened nada más: de estimaros cual nobles hermanos sin pensar en los odios jamás. No haya un pueblo que sea tenebroso en la tierra que viónos nacer. Que de Chiapas el nombre glorioso con respeto se diga doquier.           |
| Coro |

Nota
Tras la primera estrofa el coro se repite dos veces en donde es indicado.